# Ñejo
Carlos Daniel Crespo Planas (Ponce, 20 de junio de 1975), conocido artísticamente como Ñejo, es un cantante, compositor y productor discográfico puertorriqueño. También es conocido por formar parte del dúo Ñejo & Dálmata.

## Biografía
Desde temprana edad mostró un gran interés en la música, principalmente en la salsa de su país destacando principalmente a cantantes como Héctor Lavoe, (a quien varias veces homenajeó) y desde ese momento empezó a mostrar su talento en diferentes escenarios de su isla Puerto Rico. Su nombre artístico le fue dado por su madre, pero ella nunca reveló el significado del mismo.

## Carrera musical

### Con Ñejo & Dálmata
En 2002, conoce a su compañero Dálmata y participa en el álbum Fatal Fantassy 3 con la canción «Quieren que les canten» y con la canción «Vámonos de aquí», esta última con su compañero Dálmata, pero como una simple colaboración, pero al encontrar una química entre ellos, deciden formar el dúo Ñejo & Dálmata, pero sin dejar sus carreras musicales como solistas.
Debutó como dúo con Dálmata en la producción Ground Zero del 2003 con la canción «Me dijeron que estas suelta», pero continuó su carrera como solista participaciones en producciones como Da' Flex con la canción «Quiero reggaetón», en producciones como Los Mozalbetes con la canción «Yo se» y en producciones como Rolexx: La hora de la venganza con la canción «La mole».
En 2004, participó con Dálmata en el álbum Lagrimas y rosas de DJ Blass con la canción «Como te extraño» y en 2005, para la producción titulada El Desquite de Maicol & Manuel con la canción «Tu y yo». Publican su ábum debut como dúo en 2007 Broke & Famous. Publicaron su primer EP titulado Special Edition en 2012, el cual contó con 5 canciones.
En abril de 2018, colabora con el cantante dominicano Don Miguelo y el cantante boricua Papi Wilo para lanzar el tema "Sufriendo De Amor (Remix)". 

### Como solista
Debutó en 1997 con la canción «No sean guillao» para la producción DJ Joe 5, y en 1998, en la producción de DJ Joe 6 con la canción «Guillao de matón», ambas del productor DJ Joe. Apareció en la producción The Noise 9 de 1999 con la canción «Se preguntan» y en la producción @ria-51 del productor DJ Blass con las canciones «Soy tu trampa» y «Dime chica».
En 2001, apareció en el álbum Fatal Fantassy con la canción «El problema de ser bellaco» y en 2002, apareció en la producción Fatal Fantassy 2 con la canción «Con las gatas en la disco», las cuales fueron producidas por el productor DJ Joe. Apareció en el álbum debut de los cantantes Plan B titulado El mundo del Plan B con la canción «El caballo» y en la producción Guatauba XXX con la canción «Deja que la nota se te suba».
Lanzó la canción «No quiere novio» en 2006 para la producción Sangre Nueva: Special Edition, la cual tuvo una remezcla con Tego Calderón que alcanzó la posición #15 en el Hot Latin Songs de Billboard en 2006. Participó en producciones como Los Benjamins con la canción «Tu me arrebata», en la producción La Calle con la canción «Dime con quién andas» y en la producción One Team Music: The Hitmakers con la canción «Cómo estás» y «Suelta», esta última con Dálmata.
En 2014, lanzó su primer álbum de estudio titulado Yo soy la fama, el cual alcanzó la posición #3 en el Latin Rhythm Albums de Billboard. Publicó el sencillo «Esta cabrón» con Gotay en 2015, la cual tuvo una remezcla en 2016 con Anuel AA, Yomo, Pusho, Almighty, D. OZi y Jamby el Favo. Lanzó canciones como «Luz apaga» con Gotay, Anonimus y Jamby el Favo en 2017 y «Se te hizo tarde» con Jon Z, Ele A el Dominio y Jamby el Favo en 2018. En 2018, publicó un álbum recopilatorio colaborativo de estilo navideño con Jamsha titulado Se prendió el arbolito.
En 2019, publicó su primer EP titulado Lola's Food y un álbum recopilatorio titulado Objetos perdidos, posteriormente lanzaría el sencillo «Mi ex» con Nicky Jam, el cual alcanzó la posición #45 en el Hot Latin Songs de la revista Billboard. En 2020, participó en el sencillo «FERXXO X ÑEJO» con Feid para su mixtape Bahía Ducati.

## Vida privada
Durante 2020, su madre falleció debido a problemas de salud.

## Discografía
Álbumes de estudio
- 2014: Yo soy la fama

Extended plays
- 2019: Lola's Food

Álbumes recopilatorios
- 2018: Se prendió el arbolito (junto a Jamsha)
- 2019: Objetos perdidos